# Pontus Engblom
Pontus Engblom (Sundsvall, 3 novembre 1991) è un calciatore svedese, attaccante del GIF Sundsvall.

## Carriera

### Club
Engblom ha cominciato la carriera con la maglia dell'IFK Sundsvall, per poi passare all'AIK. Questo club lo ha ceduto subito in prestito al Väsby United, formazione per cui ha esordito nella Superettan in data 13 aprile 2009, schierandolo titolare nella sconfitta per 2-0 sul campo del Vasalund. Sempre nel corso del 2009, è stato richiamato all'AIK: ha potuto così debuttare anche nella Allsvenskan. Il 25 maggio, infatti, è subentrato a Daniel Tjernström nella sconfitta per 1-0 in casa del Gefle. Sempre nello stesso anno, ha fatto la spola tra AIK e Väsby United; ha vestito anche la maglia del Västerås SK, prima di tornare definitivamente all'AIK.
Nel 2010, ha giocato per l'AIK (con cui ha vinto la Supercupen di quell'anno, pur rimanendo in panchina nella sfida) e ancora al Västerås, sempre con la formula del prestito. Nel 2011, ha vestito la casacca del GIF Sundsvall, tornando dunque nella sua città natale, ma sempre a titolo temporaneo: qui ha segnato 13 reti in 30 partite nella Superettan di quell'anno. Nel 2012, ha fatto ritorno all'AIK.
Il 9 luglio 2012, è stato annunciato il suo passaggio ai norvegesi dell'Haugesund, a partire dal 1º agosto successivo. Engblom si è legato al nuovo club con un contratto dalla durata di tre anni e mezzo. L'11 agosto 2013, è stato ceduto in prestito al GIF Sundsvall.
Il 3 febbraio 2015 passò al Sandnes Ulf, a cui si è legato con un contratto biennale. Il 21 ottobre 2015, ha ricevuto la candidatura come miglior giocatore della 1. divisjon per l'edizione annuale del premio Kniksen, andato poi a Fredrik Haugen.
Il 24 ottobre 2016 ha ricevuto la candidatura come miglior giocatore del campionato al premio Kniksen, che gli è stato poi riconosciuto il successivo 30 ottobre.
Libero da vincoli contrattuali, in data 23 gennaio 2017 ha firmato un accordo biennale con lo Strømsgodset: ha scelto la maglia numero 9.
Il 7 febbraio 2018, lo Strømsgodset ed il Sandefjord hanno trovato un accordo per il trasferimento di Engblom in quest'ultimo club, soggetto al buon esito delle visite mediche. Una volta superate, in data 11 febbraio è stato presentato ufficialmente come nuovo calciatore del Sandefjord. Durante la prima stagione con i rossoblu, trascorsa in Eliteserien, Engblom ha realizzato 6 reti, ma la squadra è retrocessa. Nel corso della 1. divisjon 2019, invece, l'attaccante svedese ha segnato 19 reti in 27 partite, contribuendo al ritorno del Sandefjord nella massima serie.
Scaduto il contratto, nel gennaio del 2020 è ritornato al GIF Sundsvall, squadra che era reduce dalla retrocessione in Superettan. Questa volta è approdato nel club a titolo definitivo, con un contratto quinquennale, indossando anche la fascia di capitano. Al suo primo campionato con il club di Sundsvall, Engblom si è laureato capocannoniere della Superettan 2020 con le sue 20 reti in 30 partite, bottino che però non è bastato alla squadra per centrare la promozione. La promozione è arrivata tuttavia l'anno seguente, il contributo di Engblom in questo caso è stato di 9 reti in 30 partite. Nell'Allsvenskan 2022 Engblom ha segnato 11 dei 28 gol realizzati dall'intera squadra, ma il suo apporto non è servito per evitare l'ultimo posto in classifica e la retrocessione.

### Nazionale
Ha giocato nelle nazionali giovanili svedesi Under-17 ed Under-19.

## Palmarès

### Club

#### Competizioni nazionali
- Supercoppa di Svezia: 1

AIK: 2010

### Individuale
- Capocannoniere della 1. divisjon: 3

2015 (17 reti), 2016 (26 reti), 2019 (19 reti)
- Miglior giocatore della 1. divisjon: 1

2016
- Capocannoniere della Superettan: 1

2020 (20 reti)